# Tres Casas
Tres Casas är en ort i Mexiko.   Den ligger i kommunen Simojovel och delstaten Chiapas, i den sydöstra delen av landet, 700 km öster om huvudstaden Mexico City. Tres Casas ligger 826 meter över havet och antalet invånare är 107.
Terrängen runt Tres Casas är kuperad åt nordost, men åt sydväst är den bergig. Terrängen runt Tres Casas sluttar norrut. Runt Tres Casas är det ganska glesbefolkat, med 45 invånare per kvadratkilometer. Närmaste större samhälle är Simojovel de Allende, 7,8 km nordväst om Tres Casas. I omgivningarna runt Tres Casas växer huvudsakligen savannskog.